# Соколівська сільська рада (Бучацький район)
Соколі́вська сільська́ ра́да — адміністративно-територіальна одиниця та орган місцевого самоврядування в Бучацькому районі Тернопільської області. Адміністративний центр — село Соколів.

## Загальні відомості
Соколівська сільська рада утворена в 1939 році.
- Територія ради: 29,74 км²
- Населення ради: 1 800 осіб (станом на 2001 рік)

## Населені пункти
Сільській раді підпорядковані населені пункти:
- с. Соколів

## Склад ради
Рада складається з 20 депутатів та голови.
- Голова ради:
- Секретар ради: Мукан Галина Михайлівна

### Керівний склад попередніх скликань
| Прізвище, ім'я, по батькові  | Основні відомості                      | Дата обрання | Дата звільнення |
| ---------------------------- | -------------------------------------- | ------------ | --------------- |
| Мацькевич Володимир Іванович | Сільський голова, 1965 року народження | 26.03.2006   | 31.10.2010      |

Примітка: таблиця складена за даними сайту Верховної Ради України

### Депутати
За результатами місцевих виборів 2010 року депутатами ради стали:

#### За суб'єктами висування
| Суб'єкт висування                                   | Кількість обраних депутатів | %  |
| --------------------------------------------------- | --------------------------- | -- |
| Самовисування                                       | 19                          | 95 |
| Політична партія Всеукраїнське об'єднання «Свобода» | 1                           | 5  |

#### За округами
| № округу                                            | Прізвище, ім'я, по батькові      | Дата визнання обраним | Освіта             | Партійна приналежність                    | Відомості про обраного депутата                      |
| --------------------------------------------------- | -------------------------------- | --------------------- | ------------------ | ----------------------------------------- | ---------------------------------------------------- |
| Політична партія Всеукраїнське об'єднання «Свобода» |                                  |                       |                    |                                           |                                                      |
| 12                                                  | Рожелюк Андрій Сергійович        | 03.11.2010            | середня            | член Всеукраїнського об'єднання «Свобода» | бармен                                               |
| Самовисування                                       |                                  |                       |                    |                                           |                                                      |
| 1                                                   | Мукан Степан Михайлович          | 03.11.2010            | середня спеціальна | позапартійний                             | Ват Бучач газ, слюсар                                |
| 2                                                   | Сенів Володимир Миколайович      | 03.11.2010            | середня спеціальна | позапартійний                             | Цегельний завод, підприємець                         |
| 3                                                   | Баран Ярослав Михайлович         | 03.11.2010            | середня спеціальна | позапартійний                             | підприємець                                          |
| 4                                                   | Петрущак Володимир Олександрович | 03.11.2010            | середня спеціальна | позапартійний                             | тимчасово не працює                                  |
| 5                                                   | Бобин Ігор Романович             | 03.11.2010            | середня спеціальна | позапартійний                             | БХО (ковчег)                                         |
| 6                                                   | Баглей Іван Михайлович           | 03.11.2010            | вища               | позапартійний                             | Соколівська загальноосвітня школа І-ІІІ ст., вчитель |
| 7                                                   | Мацьків Галина Станіславівна     | 03.11.2010            | середня            | позапартійна                              | тимчасово не працює                                  |
| 8                                                   | Кирис Віктор Богданович          | 03.11.2010            | середня спеціальна | позапартійний                             | ТзОВ « Бучачагрохлібпром», ветлікар                  |
| 9                                                   | Капуш Іван Степанович            | 03.11.2010            | незакінчена вища   | позапартійний                             | тимчасово не працює                                  |
| 10                                                  | Петрович Микола Володимирович    | 03.11.2010            | незакінчена вища   | позапартійний                             | студент                                              |
| 11                                                  | Панькевич Іван Іванович          | 03.11.2010            | середня спеціальна | позапартійний                             | тимчасово не працює                                  |
| 13                                                  | Турчак Ігор Миколайович          | 03.11.2010            | незакінчена вища   | позапартійний                             | тимчасово не працює                                  |
| 14                                                  | Дутчак Іван Васильович           | 03.11.2010            | середня спеціальна | позапартійний                             | підприємець                                          |
| 15                                                  | Данилюк Микола Васильович        | 03.11.2010            | вища               | позапартійний                             | тимчасово не працює                                  |
| 16                                                  | Сайчук Галина Іванівна           | 03.11.2010            | середня спеціальна | позапартійна                              |                                                      |
| 17                                                  | Данилюк Іван Степанович          | 03.11.2010            | незакінчена вища   | позапартійний                             | студент                                              |
| 18                                                  | Велитик Роман Михайлович         | 03.11.2010            | середня спеціальна | позапартійний                             | тимчасово не працює                                  |
| 19                                                  | Николюк Іван Володимирович       | 03.11.2010            | вища               | позапартійний                             | студент                                              |
| 20                                                  | Мукан Галина Михайлівна          | 03.11.2010            | середня спеціальна | позапартійна                              | Соколівська сільська рада, секретар                  |